# Danmarks flora og fauna
Danmarks flora og fauna er bestemt af to sæt vilkår. På den ene side de givne naturforhold (maksimal solhøjde, havnærhed, Golfstrømmen, jordbundsforhold, topografi, istider, indvandringstempo og arternes gensidige påvirkninger) og på den anden side menneskers brug af landet både historisk og i nutiden.
Disse vilkår har betydet, at Danmark har en forholdsvis artsfattig flora og fauna. Hvis det er korrekt, at diversiteten inden for plantearterne er bestemmende for diversiteten inden for dyrearter og nedbryderarter, så er det afgørende, at planteverdnen er så fattig i Danmark.

## Biotoper

### Skov
Den potentielle vegetation i Danmark er for størstedelens vedkommende blandet løvskov. Det er vanskeligt at afgøre, hvilke arter, der er naturligt hjemmehørende, hvilke der er sent, men spontant indvandrede, og hvilke der er indført. Ligeledes er diskuteres det, om bøgeskovsamfundet er den naturlige successions klimaks, eller om det blot er ét blandt flere mulige klimakssamfund. Hvis man lægger den usikkerhed til side kan det siges med stor sandsynlighed, at Danmark ville være dækket af løvskov, hvis ikke menneskelig foretagsomhed havde fjernet den.
Skoven ville være sammensat af mange, især løvfældende, træ- og buskarter, og bunden ville være dækket af en urteflora af varierende sammensætning. I det hele taget afgør de lokale klima- og jordbundsforhold, hvordan den naturlige løvskov kan være sammensat, og da disse forhold ændres hele tiden, må man regne med, at selv en urørt skov ville være under konstant forandring.
Under de gældende lovregler og dyrkningsvilkår er der skabt en række forskellige skovtyper, som nævnes i det følgende:

#### Naturskov
En naturskov er en skov, hvor træerne genetisk stammer fra træer, der naturligt er indvandret til voksestedet. En urskov er således også en naturskov, men hvis urskoven fældes, og en ny skov vokser op af sig selv, er der ikke længere tale om urskov, selv om træerne måske bliver flere hundrede år gamle, sådan at skoven dog er en naturskov. Man bruger begrebet naturskov om skove, der er for menneskepåvirkede til, at skoven kan kaldes for urskov. 
Urørt skov findes, hvor naturskoven får lov at udvikle sig uden menneskelig indblanding. Derved forventer man, at skoven med tiden får en sammensætning og et helhedspræg, som stemmer overens med den naturlige biotop, løvskov. Men man kender eksempler på skove, som har været urørte i 700 år, uden at de har fået en sammensætning og et helhedspræg som urskov. Dette skyldes, at de fleste træer dør ved 250 års-alderen, og de tilbageværende træer dør, når hele skoven omkring dem dør. Derfor kræves der mange trægenerationer til at opnå en skov med flere forskellige aldersklasser, ligesom i urskoven.
Planter i naturskoven
Foruden træ- og buskarterne kan man finde en skovbundsflora med bl.a. følgende arter: 
Almindelig Bingelurt, Almindelig Engelsød, Almindelig Majblomst, Blå Anemone, Enblomstret Flitteraks, Fladkravet Kodriver, Gul Anemone, Hulrodet Lærkespore, Hvid Anemone, Krybende Læbeløs, Liljekonval, Skov-Star, Skov-Galtetand, Skovmærke, Skovsyre, Sort Druemunke, Stor Konval, Storblomstret Kodriver, Tandrod, Tyndakset Gøgeurt og Vild Kaprifolie.
I de fugtige dele af skoven ses bl.a. 
Almindelig Ask, Almindelig Humle, Almindelig Milturt, Almindelig Mjødurt, Almindelig Strudsvinge, Almindelig Vedbend, Bittersød Natskygge, Engkabbeleje, Europæisk Engblomme, Gul Iris, Knælæbe, Almindelig Kongebregne, Nældebladet Klokke, Rød-El, Skov-Forglemmigej, Småbladet Lind, Småbladet Milturt, Stor Frytle og Tykbladet Ærenpris.
I udgåede træer og døde grene ser man en række svampe, der lever af at nedbryde det døde ved:
Almindelig Fløjlsfod, Judasøre, forskellige Honningsvampe, Kæmpe-Poresvamp, Flad Lakporesvamp, Håret Lædersvamp, Porcelænshat, Rodfordærver (Heterobasidion annosum), Tøndersvamp og Østershat.
Dyr i naturskoven
Af insekter er der især mange billearter, bl.a. bladbiller, barkbiller, rovbiller, smældere, snudebiller, torbister og træbukke. Desuden finder man mange bladlus, bladtæger, natsværmere, rovtæger og svirrefluer. Blandt sommerfuglene er det bl.a. Herorandøje, Mnemosyne, Rødlig Perlemorssommerfugl, og Sortplettet bredpande man træffer langs veje og i lysninger.
Padderne er rigt repræsenteret i og nær skovsumpene. Her kan man f.eks. finde Spidssnudet frø, Butsnudet frø, Skrubtudse, Stor vandsalamander, Lille vandsalamander. Af krybdyr træffer man Skovfirben, Snog og Hugorm, men mest på solrige pletter, dvs. i lysninger opåskrænter og langs veje.
Fuglearterne er ligeledes rigt repræsenteret, men mest på de steder i skoven, hvor lysninger, nyopvækst og gammel skov danner mosaik. Det giver fødegrundlag for bl.a. Broget fluesnapper, Huldue, Lille flagspætte, Musvåge, Natugle, flere rovfuglearter, Spætmejse, Stor flagspætte, Stær, Musvit og Træløber.
Endelig er der pattedyrene: Bæver, Egern, mange arter af flagermus, Grævling, Kronhjort, mange arter af mus, Ræv, Rådyr, Skovmår og Vildsvin. 
Naturskove i Danmark
- Bolderslev Skov (Gråsten Statsskovdistrikt: Bolderslev Skov)
- Draved Skov (Skov- og Naturstyrelsen: Draved Skov, vandretursfolder nr. 61)
- Døndalen (Danmarks Naturfredningsforening: Turforslag. Døndalen (Webside ikke længere tilgængelig))
- Eskebjerg Vesterlyng (Vestsjællands Amt: Eskebjerg Vesterlyng Arkiveret 17. juli 2007 hos  Wayback Machine)
- Fuglsang Storskov (Anonym: Vigtige svampelokaliteter Arkiveret 31. marts 2005 hos  Wayback Machine)
- Langå Egeskov (Århus Amt: Gammel skov Arkiveret 13. juni 2007 hos  Wayback Machine)
- Longelse Bondegårdsskov (Skov- og Naturstyrelsen: Longelse Bondegårdsskov)
- Suserup Skov (Skov- og Naturstyrelsen: Kongskilde og Tystrup sø, vandretursfolder nr. 57)
- Tinnet Krat (Skov- og Naturstyrelsen: Gudenåens og Skjernåens kilder, vandretursfolder nr. 58)
- Ulvshale (Skov- og Naturstyrelsen: Ulvshale Møn, vandretursfolder nr. 85)
- Velling Skov (Skov- og Naturstyrelsen: Ulvshale Møn, vandretursfolder nr. 37)
- Æbelø (Aage V. Jensens fonde: Æbelø Arkiveret 27. april 2009 hos  Wayback Machine)

#### Tilgroningsskov
En tilgroningsskov er et stykke skov, som er opstået ved en sekundær succession. Det kan ske, når lysåbne biotoper efterhånden bliver invaderet først af buske, så af pionertræer og til slut af de egentlige bestandtræer. På det tidspunkt vil artsammensætningen i tilgroningsskoven ofte være meget lig sammensætningen i en naturskov, men det afhænger i høj grad af, hvor langt der er til de nærmeste, frøbærende træer af naturskovens arter.
Det er et problem – både for skoven som biotop og for dens rekreative værdi – at skovbundsfloraen først indfinder sig meget set, hvis det skal forventes at ske spontant. Dette skyldes i første række, at en betydelig del af skovbundens flora har myrespredning.

#### Stævningsskov
Stævningsskov er en del af det gamle kulturlandskab, som eksisterede fra Vikingetiden og frem til mekaniseringen af landbruget omkring 1950. Det er en naturtype, der opstår ved en systematisk og meget bevidst skovpleje, men som afviger stærkt fra højskov, som var kongernes og adelens jagt- og tømmerskov. Stævningsskove er kendetegnet ved at være meget artsrige, i gennemsnit findes der i Fyns stævningsskove, der dækker i alt 335 ha (1989), ca. 15 forskellige træarter pr. stævningsskov.
Denne skovtype opstod i forbindelse med bøndernes behov for hegn, brændsel, græsning til husdyrene, stolper, pæle, ris osv. Herremændene havde brugsretten over overskoven, mens bønderne måtte nøjes med hvad de kunne finde i lavskoven. Stævningsskovene var en smart løsning for bønderne, da denne skovtype aldrig udviklede egentlig overskov, hvis den blev stævnet regelmæssigt, og de kunne ved denne skovpleje beholde deres ret til at anvende skoven.
Højskoven består oftest udelukkende af bøgetræer eller nåletræer i lange lige rækker. Bøgetræer er ekstreme skyggetræer, som ikke lader andre planter vokse under sig, når løvet er sprunget ud. Selv når denne nye skov er ung, er der på grund af skygning fra træerne absolut ingen bundvegetation. Dette står i skarp kontrast til den gamle stævningsskov, hvor der er masser af bundvegetation og mange forskellige træarter imellem hinanden. Det skyldes både, at stævningsskoven er lysåben og meget gammel, men også at bundforholdene er meget varierede, da skoven ikke er drænet i samme grad som almindelige danske skove. Disse faktorer giver mange forskellige nicher, som kan opretholde populationer af mange forskellige planter. 
Planter i stævningsskovene
De ti hyppigst forekommende træarter i fynske stævningsskove er i rækkefølge: 
- Almindelig Ask
- Almindelig Hassel
- Almindelig Hvidtjørn
- Almindelig Hyld
- Rød-El
- Selje-Pil
- Stilk-Eg
- Storbladet Elm
- Vild Kaprifolie
- Ær

I andre dele af landet findes der desuden:
- Abild
- Almindelig Avnbøg
- Almindelig Røn
- Engriflet Hvidtjørn
- Småbladet Lind[7]

Skovbundsplanter i stævningsskovene
- Almindelig Firblad
- Almindelig Rederod
- Almindelig Skælrod
- Blå Anemone
- Dansk Arum
- Fladkravet Kodriver
- Forskelligblomstret viol
- Gul Anemone
- Hulrodet Lærkespore
- Hvid Anemone
- Skov-Hullæbe
- Krat-Vikke
- Sort Druemunke
- Ægbladet Fliglæbe[8]

#### Græsningsskov
Det diskuteres blandt forskerne, om den oprindelige urskov har været tæt og ufremkommelig, eller om den muligvis har været holdt åben med helt træfrie lysninger og parkagtige skovpartier. I så fald må denne skov have lignet den, som opstod efter århundreders brug af skovene til heste- kreatur- og svinegræsning.

Vegetationen i græsningsskovene er naturligvis meget præget af, at store husdyr græsser den. Træer og buske får et "klippet look", sådan at træernes kroner er holdt helt flade i netop den højde, dyrene kan nå, mens buskene får kegle- eller timeglasform. Urtevegetationen bliver præget af, at dyrene undgår giftige, kraftigt lugtende og bitre planter, mens de foretrækker sødt smagende, næringsrige urter. Det fremmer en flora af blomstrende urter, mens græsserne og de næringsrige bælgplanter bliver mere fåtallige og meget lave.
Derimod er dyrebestandene ofte meget rige og varierede, fordi åbningen af skoven skaber lysninger, solbeskinnede pletter og krat som er glimrende steder at skjule sig i eller at overvintre under. De mange gamle og væltede træer og grene giver føde til svampe og insekter, som på deres side danner basis for varierede fødenet. Se i øvrigt beskrivelsen ovenfor.
Der findes kun ganske få rester af græsningsskove i Danmark, for Fredskovsforordningen af 1805 skulle netop sørge for, at der blev fastholdt et skarpt skel mellem skov og åbent land. Dette er udmøntet i begrebet fredskov, som er en skov, der ikke må nedlægges, og hvor hvert fældet træ skal erstattes af (mindst) et nyplantet træ. Blandt de stadigt eksisterende græsningsskove er et pati i Svanninge Bjerge. Desuden er Langå Østerskov et levende museum for netop denne skovtype. I udlandet kan man dog stadigvæk finde store skove, som har græsningsskovens præg. Se f.eks. New Forest i Sydengland.

#### Egeskov
I den botanisk-faglige litteratur behandles egeskovene under betegnelsen Quercetalia pubescenti-petraeae, som er navnet på skove, der er domineret af Dun-Eg eller Vinter-Eg.

#### Bøgeskov
Bøgeskov kaldes af botanikerne for Fagion sylvaticae, og med det navn henvises der til, at disse skove domineres af Almindelig Bøg (Fagus sylvatica).

#### Ellesump
Ellesump er en næringsrig mose, med træer af Rød-el, der er det eneste træ i Danmark der kan tåle at haver rødder under vand.

#### Nåleskov
Nåleskov er en skov hovedsageligt bestående af nåletræer. Til de flestes overraskelse er nåleskov ikke naturligt forekommende i Danmark. Kun Skovfyr, Enebær og Taks er naturligt hjemmehørende nåletræer i Danmark og de naturlige fyrreskove er for længst uddøde – nye fyrreskove er dog plantet hist og her så man kan stadig nyde den statelige skovfyr i Danmark. De fleste nåleskove i Danmark er plantager af Rød-Gran eller Almindelig Ædelgran, men en række andre arter af gran og ædelgran forekommer også ligesom både fyr og lærk forekommer. En lang række af de nåletræer vi møder i Danmark stammer fra bjergskove og/eller vestkysten af Nord-Amerika, f.eks.
- Almindelig Ædelgran kommer fra de mellemeuropæiske bjergskove, bl.a. Alperne – det er vigtigt tømmertræ; bruges desuden til pyntegrønt
- Nordmannsgran der er velkendt som juletræ kommer fra Kaukasus
- Douglasgran og Kæmpe-Gran er vigtige tømmertræer fra bjergene i det vestlige USA og Canada
- Kæmpe-Thuja der dyrkes for tømmer og til pynte-grønt stammer fra det vestlige USA og Canada

### Krat og bryn
Langs skovenes randzoner ud mod det åbne land findes en række vegetationstyper, som udnytter den øgede lystilgang, hvor skovtræerne ikke skygger så kraftigt. Disse plantesamfund er sammensat af arter, som har tilpasset sig at udnytte de "lysbrønde", der opstår i højskoven, når ét af de store træer falder. I disse lysninger øges solopvarmningen, og omsætningen af skovbundens førne foregår i hurtigt tempo. Derfor er jorden meget mineralrig i en kort overgangsperiode, og i den periode etablerer høje stauder, buske og unge træer sig som et blandet krat.
Disse kratbevoksninger flyttede med ud til skovenes yderkanter, da de opstod under opdyrkningen af jorden. Sammensætningen er bestemt af klima og jordbund, men også af mere lokale forhold som bestående frøbanker, dyrkningshistorie, græsningstryk osv. For overblikkets skyld er det almindeligt at opdele kratbevoksningerne i flere forskellige typer, som omtales i det følgende:

#### Skovbryn
Skovbrynet er skovens randzone over for det åbne land. Det er helt afgørende for skovens trivsel, at den har et sluttet bryn langs hele yderkanten, for kun på den måde kan skovbunden beskyttes mod ødelæggende træk, udtørring og tab af bundvegetation. Et skovbryn består inderst mod skoven af nogle træer med asymmetriske kroner, der er udviklet langt mest til den åbne, lyse side. Foran dem findes ungtræer og buske af mange slags. De har på ydersiden en fodpose af høje stauder og græsser, og længst ude mod det åbne land finder man et bælte af lave planter, som danner en jævn og glidende overgang til det åbne lands vegetation.

#### Krat
Krat er egentlig blot et successionstrin i den rækkefølge af plantesamfund, der fører åbent land tilbage til potentielle vegetation, som kan forventes i det meste af det nordvestlige Europa. Set fra den synsvinkel er krattene en kort overgang, og de må forventes at forsvinde af sig selv, men i det meget menneskepåvirkede landskab er der flere kræfter, som udskyder eller forhindrer denne udvikling. Husdyrenes græsning er én faktor, markafbrændinger er en anden, kemisk ukrudtsbekæmpelse en tredje og trangen til intensiv udnyttelse af den sidste m² er endnu én. Det korte af det lange er, at krat som vedvarende floratype er en mennskeskabt naturform.

#### Vildtplantninger
Planter i krat, skovbryn og tilsvarende bevoksninger
Almindelig Benved, Almindelig Ene, Almindelig Hassel, Almindelig Hvidtjørn, Almindelig Kristtorn, Bævre-Asp, Havtorn, Hunde-Rose, Pil (forskellige arter og hybrider), Slåen, Vorte-Birk, Vrietorn, og forkomne og vindslidte eksemplarer af vore almindeligste skovtræer, især Stilk-Eg.

## Eksterne links
- Danmarks flora